# Боноцу
Боноцу (яп. 坊津町 Бо:ноцу-тё:) — бывший посёлок в Японии, располагавшийся в уезде Каванабэ префектуры Кагосима. 7 ноября 2005 года Боноцу был слит с посёлком Кимпо уезда Хиоки, посёлками Касаса и Оура уезда Каванабэ и городом Касэда. В результате слияния был образован город Минамисацума.
По состоянию на 2003 год посёлок имел население в 4387 человек и плотность населения в 113,62 человек на км². Общая площадь посёлка составляла 38,61 км².
В годы Второй мировой войны в Боноцу находилась база синъё — быстроходных катеров, начинённых взрывчаткой и являвшихся транспортом для добровольцев-смертников. В настоящее время на месте базы установлен памятный знак.